# Ponovo Ujedinjeno Kraljevstvo
Ponovo Ujedinjeno Kraljevstvo Arnora i Gondora područje je Međuzemlja u izmišljenom svijetu J. R. R. Tolkiena.
Kad je na kraju Rata za Prsten Aragorn postao Kralj Gondora, pošto je bio izravni nasljednik okrunjen je i za Kralja Arnora, tekođer s nasljednim pravom, imenovan je Uzvišenim Kraljem i Arnora i Gondora tako da je ponovo ujedinio dugo razdijeljena kraljevsta. Aragorn je uzeo ime: Kralj Elessar i upotrijebio sredstva pobjedonosnog Gondora za obnovu sjevernog dijela svoga kraljevstva, Arnora.
Porazom Saurona i Mordora, Ponovo Ujedinjeno Kraljevstvo postalo je bez svake sumnje nadmoćna snaga na sjeverozapadu Međuzemlja, ako ne i šire.
Tijekom Aragornova kraljevanja, Ponovo Ujedinjeno Kraljevstvo još jednom je zauzelo područja koja su prvotno pripadala i Arnoru i Gondoru za vrijeme njihova najšireg prostiranja, s izuzetkom Rohana (čiju je darovnicu obnovio), i Shirea, šume Druadan, i šume Fangorn (koje su postale protektorati).
K tome, tijekom prvog stoljeća Četvrtog doba Aragorn je s Éomerom vodio vojske Kraljevstva u mnoge uspješe vojne u okruženju. Aragorn je obnovio sjevernu prijestolnicu Annúminas.

## Pogledaj
- Arwen
- Eldarion

## Vanjske poveznice
- A History and Complete Chronology of Númenor  Arhivirana inačica izvorne stranice od 19. veljače 2009. (Wayback Machine) - A detailed chronology of Númenor, its successor states and their rulers.
- Ponovo Ujedinjeno Kaljevstvo na Enciklopediji Arde